# Sumi otoshi
Sumi otoshi (隅落?) es una de las 40 técnicas originales de judo desarrolladas por Jigoro Kano. Pertenece al quinto grupo (Gokyo) de los movimientos del kodokan judo en el Gokyo no waza. Es clasificado como una técnica manual o te-waza.

## Ejecución
El atacante (tori) y el defensor (uke) se sitúan el uno frente al otro, con el tori apresando su brazo derecho. El atacante gira hasta presentarle su hombro derecho y se arrodilla sobre la pierna derecha, tirando del oponente hacia abajo para hacerle descargar el peso sobre la pierna derecha. En un movimiento fluido, el tori mueve el brazo derecho en una secuencia circular para empujar el codo del uke hacia arriba y, empujando con la derecha y tirando con la izquierda, voltea al uke contra el piso, con el talón derecho del uke funcionando como pivote.
El punto clave de esta técnica es impedir al uke descargar su peso sobre el pie izquierdo, concentrándolo sobre el derecho y haciéndole así perder el equilibrio.